# Camden County (Georgie)
Camden je okres (county) amerického státu Georgie založený v roce 1777. Správním střediskem je město Woodbine. Leží na jihovýchodě Georgie, u pobřeží Atlantského oceánu a u hranic se státem Florida.
Je jedním z čtyř okresů tohoto jména v USA.

## Sousední okresy
- sever – Glynn County
- severozápad – Brantley County
- jihozápad – Charlton County
- jih – Nassau County (Florida)